# 古斯塔沃·罗哈斯·皮尼利亚

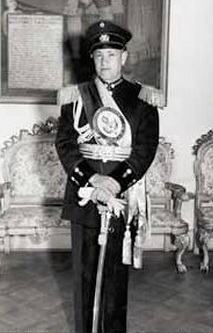
古斯塔沃·羅哈斯·皮尼利亞

古斯塔沃·羅哈斯·皮尼利亞（西班牙語：Gustavo Rojas Pinilla；1900年3月12日—1975年1月17日），哥倫比亞工程師、陸軍中將，1953年政變奪權，出任總統（1953-1957）。

## 早年
羅哈斯·皮尼利亞於1900年生於博亞卡省通哈，排行第五。父胡利奧·羅哈斯·希門尼斯為政府軍上校，參與過千日戰爭，母為赫爾門西亞·皮尼利亞·蘇亞雷斯。父親在千日戰爭前曾費大量資金購置土地和房產。羅哈斯·皮尼利亞的幼年曾在萊瓦鎮和阿卡武科等地渡過，1916至1917年在博亞卡學院學習並取得學士學位，之後前往波哥大軍事學院修習軍事，於1920年畢業。後於麥德林服役。1923年被調動至卡爾達斯省的馬尼薩萊斯服役，獲中尉軍銜。由於羅哈斯·皮尼利亞對軍隊的待遇不滿，遂於隔年退伍，前往美國印第安納州特萊恩大學進修土木工程學，1927年從大學畢業並獲得土木工程師資格證，之後返回哥倫比亞再次參軍，始領導軍用公路和一些軍事方面的修建工程，1928年成功促進博亞卡省至卡薩納雷省阿勞卡的公路修建。

## 軍旅生涯
1932年，哥倫比亞和秘魯發生“萊蒂西亞”戰爭。羅哈斯·皮尼利亞成為哥倫比亞軍隊的通訊兵，次年被派往考卡山谷省的布埃納文圖拉港，擔任該地區軍事部隊的總工程師。1936年羅哈斯·皮尼利亞成為哥倫比亞軍隊技術部的工程師，跟隨政府的特使團前往德國，以獲求德國生產武器的技術。羅哈斯·皮尼利亞返回哥倫比亞後，成為哥倫比亞軍火廠技術部長，1942年始任職軍事學院董事。隔年被派往美國，訂購軍隊所需要的武器裝備，1944年任職高等軍事學院副校長，1945年任民航局長，獲上校軍銜，1946年任駐守通哈軍隊的第一旅指揮官。1948年為駐守卡利第三旅的指揮官，該年4月9日，哥倫比亞自由黨領袖豪爾赫·埃利塞爾·蓋坦於波哥大遇刺，引發全國大規模的抗議浪潮，波哥大和全國各地發生暴動，羅哈斯·皮尼利亞使用軍事手段鎮壓卡利地區的暴亂，使卡利的局勢整體穩定，因平定叛亂有功，羅哈斯·皮尼利亞榮升中將軍銜，並自1949年12月起升任郵電部長。次年升任陸軍總參謀長，1951年至1952年為泛美防務委員會委員，後改任陸軍總司令。期間他曾前往朝鮮半島視察參加韓戰的哥倫比亞營。

## 總統生涯

### 政變奪權
1950年，哥倫比亞保守黨籍的劳雷亚诺·戈麦斯上台實行獨裁統治，期間有數萬人遭到殺害或流亡，民眾普遍對戈麥斯的統治感到不滿。隔年，戈麥斯因病託由羅伯托·烏達內塔·阿維萊斯代行總統職權，烏達內塔仍續實行戈麥斯的政策。此時民眾對於保守黨政府的統治已忍無可忍，反抗愈趨強烈。
1953年6月13日，任陸軍總司令的羅哈斯·皮尼利亞在自由黨和保守黨溫和派的支持與群眾的擁護下發動政變，推翻戈麥斯及其繼承者烏達內塔的獨裁政權。於此次政變期間，卻未發生流血事件，羅哈斯·皮尼利亞甚至下令保護戈麥斯和烏達內塔兩人各自的家庭成員不受傷害，派遣專機將他們送往國外。

### 政治理念
羅哈斯·皮尼利亞許諾要建立一個“和平、公正、平等、自由和繁榮”的新哥倫比亞。他的執政理念是：其一，終止哥倫比亞國內的暴力局面，短期內實現真正的民主與和平，為國內發展創造有利的環境，以推動國內經濟、文化及社會的發展。其二，勸說游擊隊成員放下武器，實現國內和解。其三，制定相關的教育文化和社會發展計劃，並監督其實施。其四，刺激經濟增長。其五，加強大眾文化教育。

### 當選總統
羅哈斯·皮尼利亞受到群眾及保守黨溫和派與自由黨人的支持，並承諾實現和平與自由。在執政初期，他宣布取消新聞審查制度、釋放政治犯以及對游擊隊進行大赦，鼓勵一些游擊隊員放下武器，效法阿根廷的胡安·庇隆政府，成立全國社會協調處，由其女瑪麗亞·歐亨尼婭·羅哈斯任主任，向窮人施捨食品和衣物；羅哈斯·皮尼利亞政府著手興建幾項大型公共工程，資助修建一批灌溉工程和公路設施，推動大莊園主在平原地區發展經濟作物向小莊園主貸款的計劃。1954年，從朝鮮半島撤出參與韓戰的哥倫比亞軍隊。這些舉措使哥倫比亞的動盪局面有所緩和，6月，羅哈斯·皮尼利亞正式當選為哥倫比亞總統，任期4年。

### 獨裁統治
羅哈斯·皮尼利亞正式當選總統後不久，便開始實行獨裁統治，宣布要建立“新秩序”，由駐地的衛戍部隊指揮官掌管地方政權。下令查禁報紙，實行新聞檢查並禁止學生運動。1956年5月，政府宣布成立以軍隊和勞工為基本骨幹的“第三種力量”，派遣軍隊討伐游擊隊，出動飛機狂轟濫炸。同年又宣布停止議會活動，1957年，羅哈斯·皮尼利亞擅自宣布將總統任期延長至1962年。3月，羅哈斯·皮尼利亞親自任命30名議員，召開立憲議會選舉他續任總統。當自由黨與保守黨聯盟宣布吉列爾莫·萊昂·巴倫西亞為反對黨候選人參加競選時，羅哈斯·皮尼利亞遂下令逮捕巴倫西亞。羅哈斯·皮尼利亞的行徑，激起各階層的強烈反對，工人舉行總罷工、商人罷市，全國工商業完全陷入停滯狀態。5月10日，時任陸軍總司令的拉斐爾·納瓦斯·帕爾多將軍迫使羅哈斯·皮尼利亞把政權交給以加布里埃爾·帕里斯·戈迪略少將為主席的五人軍事委員會。

## 離職之後

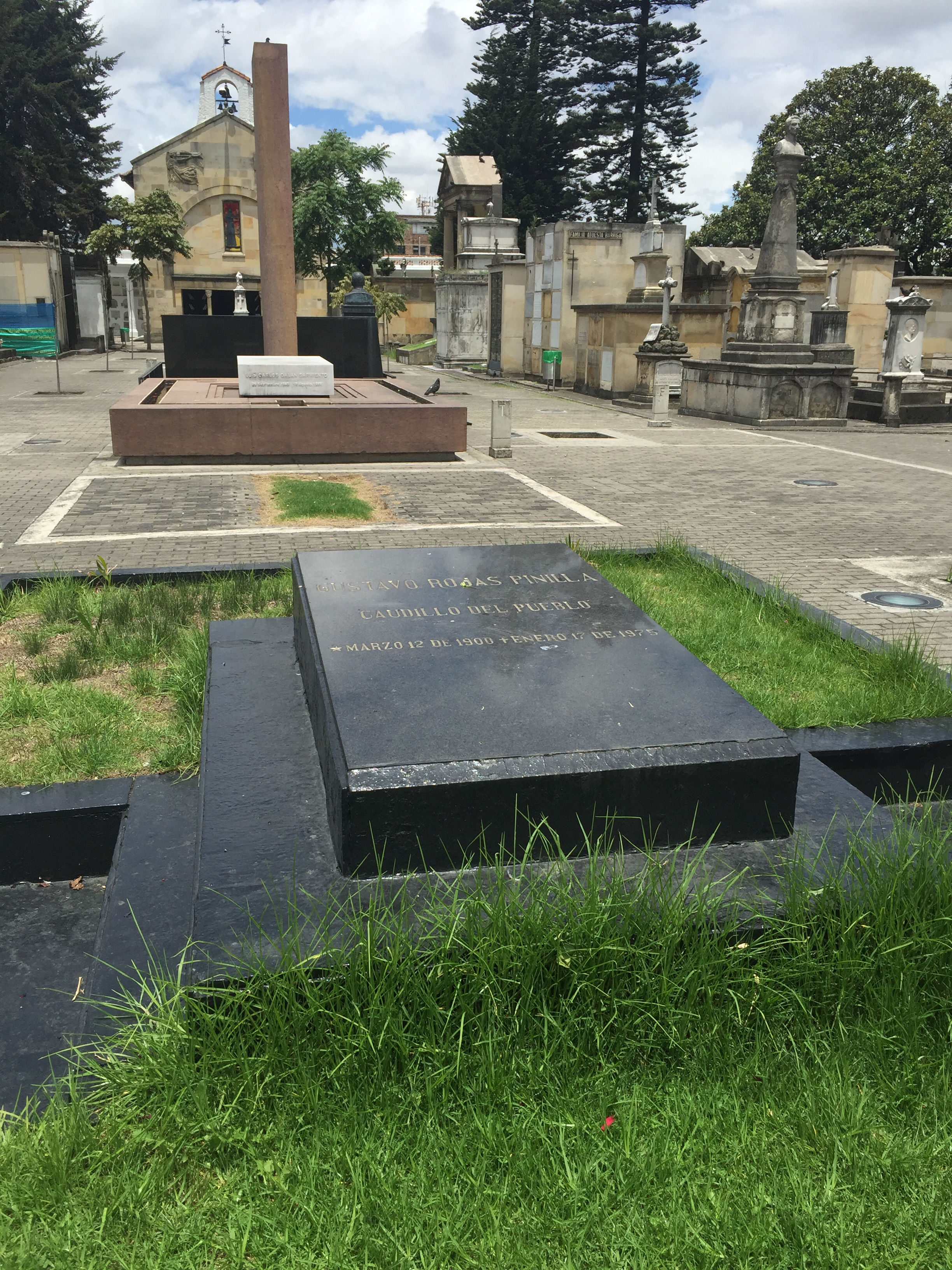
羅哈斯·皮尼利亞位於波哥大中央公墓的墓地

1957年5月羅哈斯·皮尼利亞被迫下台，流亡多米尼加，受到拉斐爾·特魯希略的庇護，羅哈斯·皮尼利亞後來前往佛朗哥治下的西班牙。1958年9月他被哥倫比亞政府控告“濫用職權”和“阻撓正當執行法律程序”，10月被引渡回國遭到審訊，1959年4月他被剝奪了政治權利，但這一決議在1966年後被最高法院撤銷，羅哈斯·皮尼利亞得以繼續保留並享有政治權利。1961年羅哈斯·皮尼利亞與女兒瑪麗亞·歐亨尼婭·羅哈斯共同建立了哥倫比亞全國人民聯盟，聲稱要擊敗自由黨和保守黨組成的全國陣線。
1970年大選失敗後，羅哈斯·皮尼利亞以其女出任全國人民聯盟領袖。1971年全國人民聯盟發表政綱，自稱為民族主義政黨，表示要為保衛主權而鬥爭，主張實行哥倫比亞式的社會主義。1974年，羅哈斯·皮尼利亞當選為參議員，同年，其女以全國人民聯盟候選人之身份參加總統競選，但仍以失敗告終。1975年1月17日，羅哈斯·皮尼利亞在托利馬省的梅爾加因病逝世，享年75歲，遺體被安葬於波哥大的中央公墓。